# Col Atigun
Le col Atigun (Atigun Pass en anglais) est un col situé en Alaska, sur la Dalton Highway. Il est situé sur la ligne de partage des eaux entre l'océan Arctique et l'océan Pacifique.